# Філіппіне (Нідерланди)
Філіппіне (нід. Philippine) — місто в нідерландській провінції Зеландія. Входить до муніципалітету Тернезен.
Його площа — 21,04 км², а населення станом на 2021 рік становило 2085 осіб.
До 1970 року мало статус окремого муніципалітету.

## Галерея

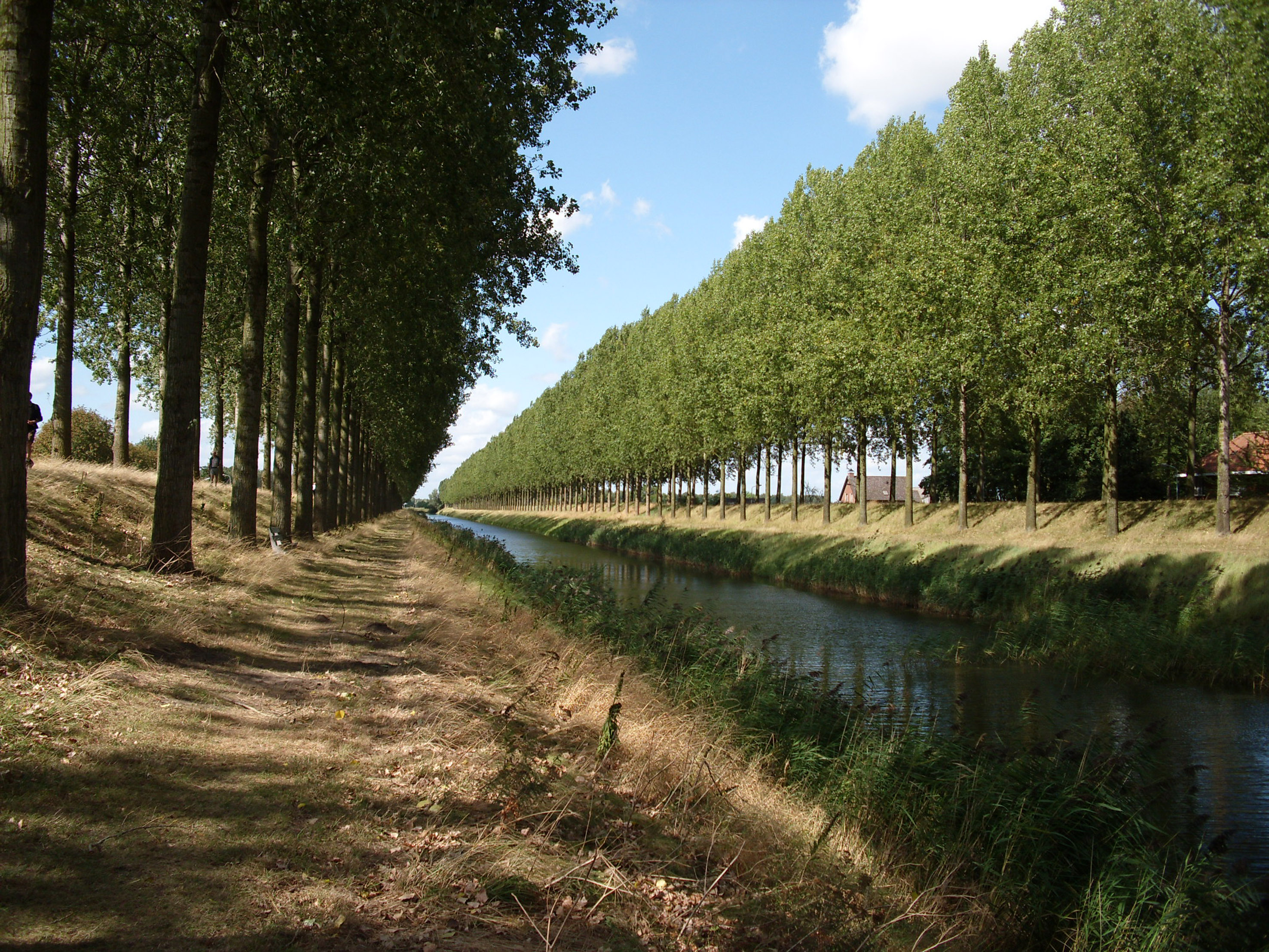
Канал на межі міста
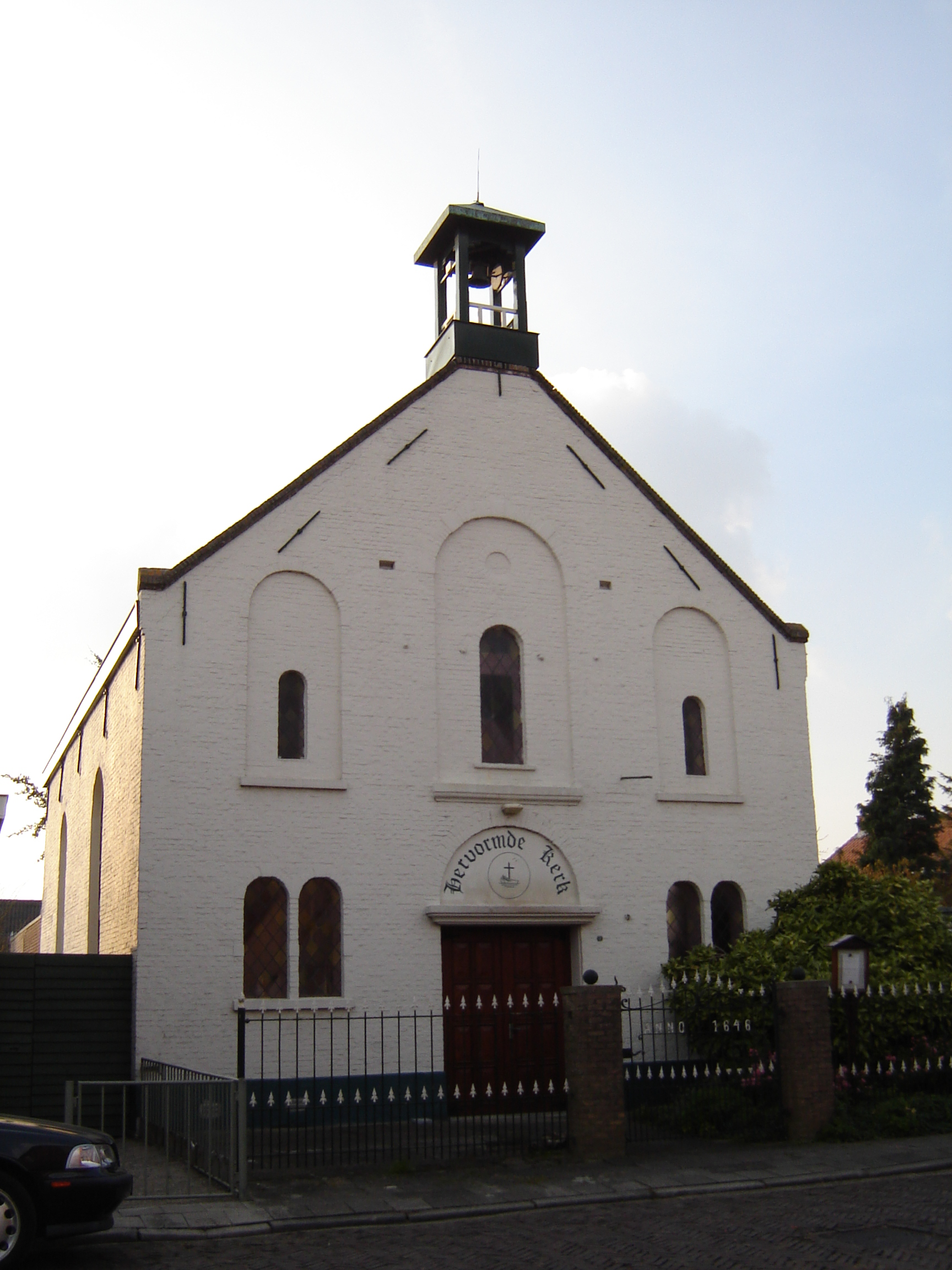
Реформістська церква в місті
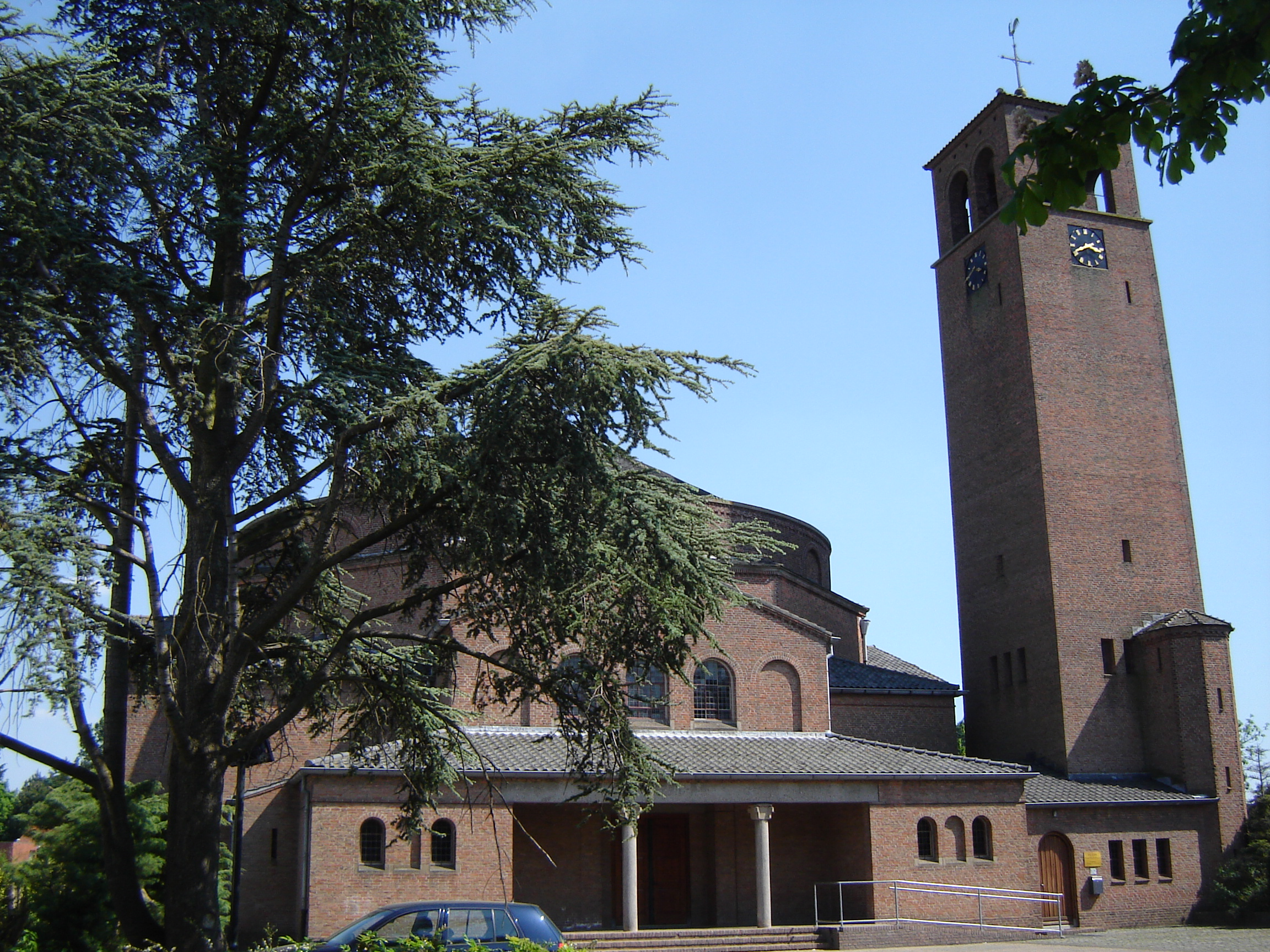
Католицька церква в місті